# 武安镇 (漳州市)
武安镇，是中华人民共和国福建省漳州市长泰区下辖的一个乡镇级行政单位。

## 行政区划
武安镇下辖以下地区：
罗山社区、外武社区、登科社区、文泉社区、武胜社区、官山工业园区村、溪东村、鹤亭村、珠浦村、珠坂村、金里村、京元村和城关村。